# Санта-Мария (коммуна)
Санта-Мария (исп. Santa María) — город в Чили. Административный центр одноимённой коммуны. Население города — 6443 человека (2002). Город и коммуна входит в состав провинции Сан-Фелипе-де-Аконкагуа  и области Вальпараисо.
Территория — 166,3 км². Численность населения — 15 241 житель (2017). Плотность населения — 91,7 чел./км².

## Расположение
Город расположен в 98 км на северо-восток от административного центра области города Вальпараисо и в 8 км на восток от административного центра провинции  города Сан-Фелипе.
Коммуна граничит:
- на севере — c коммуной Путаэндо
- на востоке — с коммуной Сан-Эстебан
- на юге — c коммуной Лос-Андес
- на западе — c коммуной Сан-Фелипе
- на северо-западе — c коммуной Путаэндо

## Демография
Согласно сведениям, собранным в ходе переписи 2017 г.  Национальным институтом статистики (INE),  население коммуны составляет:
| Полное население                          | Полное население                          | Полное население                          | Полное население                          | Полное население                          | 15 241 |
| ----------------------------------------- | ----------------------------------------- | ----------------------------------------- | ----------------------------------------- | ----------------------------------------- | ------ |
| в том числе:                              | Городское население                       | 9 788                                     | Процент городского населения, %           | 64,22                                     |        |
|                                           | Сельское население                        | 5 453                                     | Процент сельского населения, %            | 35,78                                     |        |
|                                           | Мужское население                         | 7 586                                     | Процент мужского населения, %             | 49,77                                     |        |
|                                           | Женское население                         | 7 655                                     | Процент женского населения, %             | 50,23                                     |        |
| Плотность населения, чел/км²              | Плотность населения, чел/км²              | Плотность населения, чел/км²              | Плотность населения, чел/км²              | Плотность населения, чел/км²              | 91,7   |
| Население коммуны в % к населению области | Население коммуны в % к населению области | Население коммуны в % к населению области | Население коммуны в % к населению области | Население коммуны в % к населению области | 0,84   |

| Динамика изменения населения коммуны | Динамика изменения населения коммуны | Динамика изменения населения коммуны | Динамика изменения населения коммуны |
| ------------------------------------ | ------------------------------------ | ------------------------------------ | ------------------------------------ |
| 1992                                 | 2002                                 | 2012                                 | 2017                                 |
| 11 575                               | 12 813▲                              | 14 504▲                              | 15 241▲                              |

## Важнейшие населенные пункты[4]
| №  | Населённый пункт         | Населённый пункт (исп.) | Категория | Население чел. (2002) | На карте                        |
| -- | ------------------------ | ----------------------- | --------- | --------------------- | ------------------------------- |
| 1  | Санта-Мария              | Santa María             | город     | 6443                  | 32°44′52″ ю. ш. 70°39′24″ з. д. |
| 2  | Эль-Льяно                | El Llano                | поселок   | 1342                  | 32°47′31″ ю. ш. 70°37′53″ з. д. |
| 3  | Ло-Гальдамес-Ла-Игера    | Lo Galdámez-La Higuera  | поселок   | 961                   | 32°43′03″ ю. ш. 70°38′33″ з. д. |
| 4  | Санта-Филомена-Эль-Льяно | Santa Filomena-El Llano | поселок   | 758                   | 32°42′00″ ю. ш. 70°36′59″ з. д. |
| 5  | Лас-Кабрас               | Las Cabras              | поселок   | 505                   | 32°44′02″ ю. ш. 70°37′45″ з. д. |
| 6  | Токорналь                | Tocornal                | поселок   | 360                   | 32°46′43″ ю. ш. 70°39′09″ з. д. |
| 7  | Вилья-Лос-Альмендрос     | Villa Los Almendros     | поселок   | 341                   | 32°45′06″ ю. ш. 70°40′53″ з. д. |
| 8  | Калье-дель-Медио         | Calle del Medio         | поселок   | 318                   | 32°46′00″ ю. ш. 70°37′03″ з. д. |
| 9  | Таболанго                | Tabolango               | поселок   | 161                   | 32°40′36″ ю. ш. 70°36′46″ з. д. |
| 10 | Хауэлито                 | Jahuelito               | поселок   | 117                   | 32°40′51″ ю. ш. 70°36′00″ з. д. |
| 11 | Лас-Хунтас               | Las Juntas              | поселок   | 111                   | 32°48′09″ ю. ш. 70°36′20″ з. д. |